# Пізанський напис
Пізанський напис — напис з трьох однакових «слів», виконаний невідомою писемністю на фасаді баптистерія у м. Піза. Ідентичний напис виявлений на фасадах ряду інших італійських храмів в романському стилі в містах Лукка і Барга.
Час і контекст створення напису невідомі, хоча можна припустити синхронність їх створення; в цьому випадку вони могли бути викарбувані не раніше XII ст., коли була побудована найпізніша з перерахованих нижче церков.
Напис в Пізі виконаний в один рядок, а в інших церквах складається з трьох рядків (див. на ілюстрації).

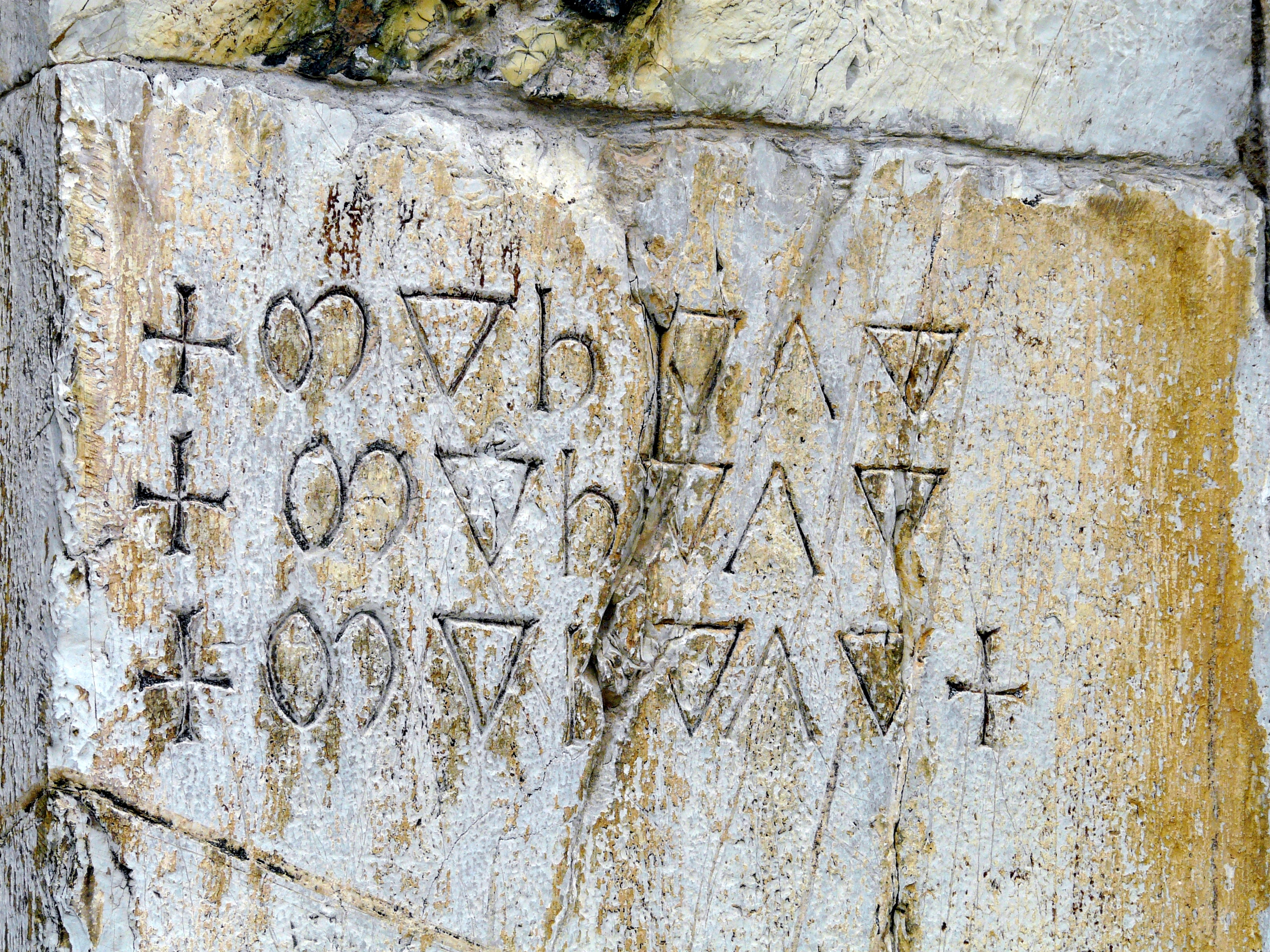
Напис на фасаді церкву святого Христофора в комуні Барга

## Опис напису
Напис складається з трьох слів, всього 6 символів, кожен з символів повторений 3 рази. На початку кожного слова знаходиться грецький хрест, в кінці останнього слова також написаний грецький хрест.
Хоча окремі знаки написи нагадують грецькі, писемність є невідомою, і будь-які інші тексти тієї ж писемністю невідомі. Перший знак (другий, якщо вважати хрест) поки не має якоїсь прийнятної паралелі з відомими алфавітами. Другий знак (третій, якщо рахувати хрест) в кожному слові нагадує грецьку букву дельта. Третій (четвертий, якщо рахувати хрест) нагадує букву ета. П'ятий (шостий, якщо вважати хрест) нагадує букву лямбда або готичну h. Хрести, судячи з усього, покликані розділити слова між собою і відкривають і закривають напис .
Текст, повністю ідентичний пізанському, був висічений на ряді інших релігійних споруд Тоскани, причому в помітних місцях, що говорить про навмисне нанесення напису будівельниками церков або з відома духовних осіб, а не про хуліганство або осквернення. Зокрема, він висічений на таких об'єктах VIII—XII ст., також розташованих в Тоскані:
- Собор Святого Христофора в комуні Барга. Напис нанесений праворуч від входу в собор і на лівому косяку бічних дверей, розташованої в західному куті собору.
- Баптистерій в Пізі — зліва від головного входу, на одвірку. На відміну від інших відомих написів, в цій церкві напис нанесений в один рядок[1] .
- Церква Святого Фредіано, Піза — також зліва від входу, але в три рядки[1].
- Національний музей ім. святого Матвія[en] — напис нанесений на плиті[1], яка збереглася від церкви Святих Косьми і Даміана, Піза (до наших днів не збереглася)[2]. За описом, що зберігся, напис був розташований праворуч від входу[1].
- Церква Св. Понтіана, Лукка[1]: самої церкви вже немає, але те, що там існував напис, записано в рукописі 896 (лицьовій лист 63) з Державної бібліотеки Італії. Документ містить розповідь про перевезення мощей святого Понтіана з Риму в Лукку в 901 році, до церкви Святих Якова і Філіпа. Папа Пій IV, який організував перевезення мощей, наказав вигравіювати цей напис на свинцевій скрині зі святими мощами. Коли мощі привезли в Лукку, їх помістили під вівтар церкви, а цей напис нанесли на мармурову плиту, яка була поміщена перед самим вівтарем. Церква Святих Якова і Філіпа зараз зруйнована. У 1470 році мощі були перенесені до церкви Святого Варфоломія, яка згодом стала абатством Святого Понтіана. При утворенні абатства мармурову плиту з написом було перенесено в нову церкву і поставлено на її головний вівтар. У рукописі цей напис наведений в один рядок, і під кожною з трьох частин (які в оригіналі були рядками) підписано на латині, відповідно: Immensitas, Unitas, Veritas («Безмірність, Єдність, Істина»).